# Revue de viticulture

En France, la Revue de viticulture est un organe de l'agriculture des régions viticoles, publiée sous la direction de Pierre Viala et Louis Ravaz, puis Pierre Viala et R. Brunet Paris, 1894-1939.
Il y a eu 2 374 livraisons hebdomadaires de cette revue professionnelle. Du n° 1 (23 décembre 1893) au n° 2374 (28 décembre 1939) soit 46 années complètes y compris les numéros parus pendant la guerre de 1914-1918.
Près de 55 000 pages de texte, des milliers d'illustrations, plus de 150 planches d'ampélographie lithographiées en couleurs. Les articles sont signés par les plus grands spécialistes : Brunet, Georges Cazeaux-Cazalet, Chauzit, Convert, Ferrouillat, Gustave Foëx, Ulysse Gayon, Guillon, Alexis Millardet, Ravaz, Semichon, Pierre Viala, Cazeneuve, Henri Marès, Victor Vermorel et de nombreux autres. Chaque volume est accompagné d'une table des auteurs, des matières et des gravures.

## Galerie

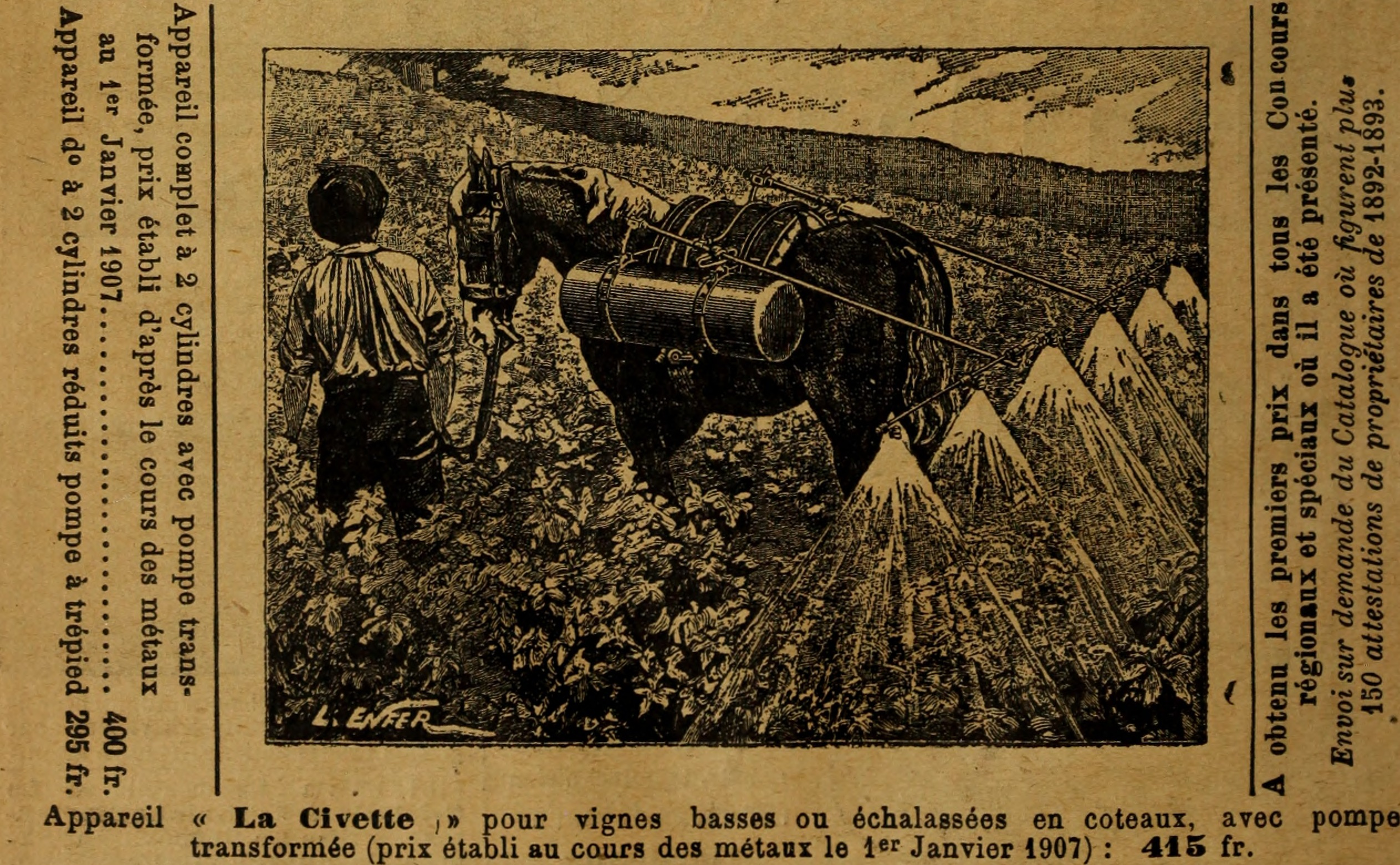
1908
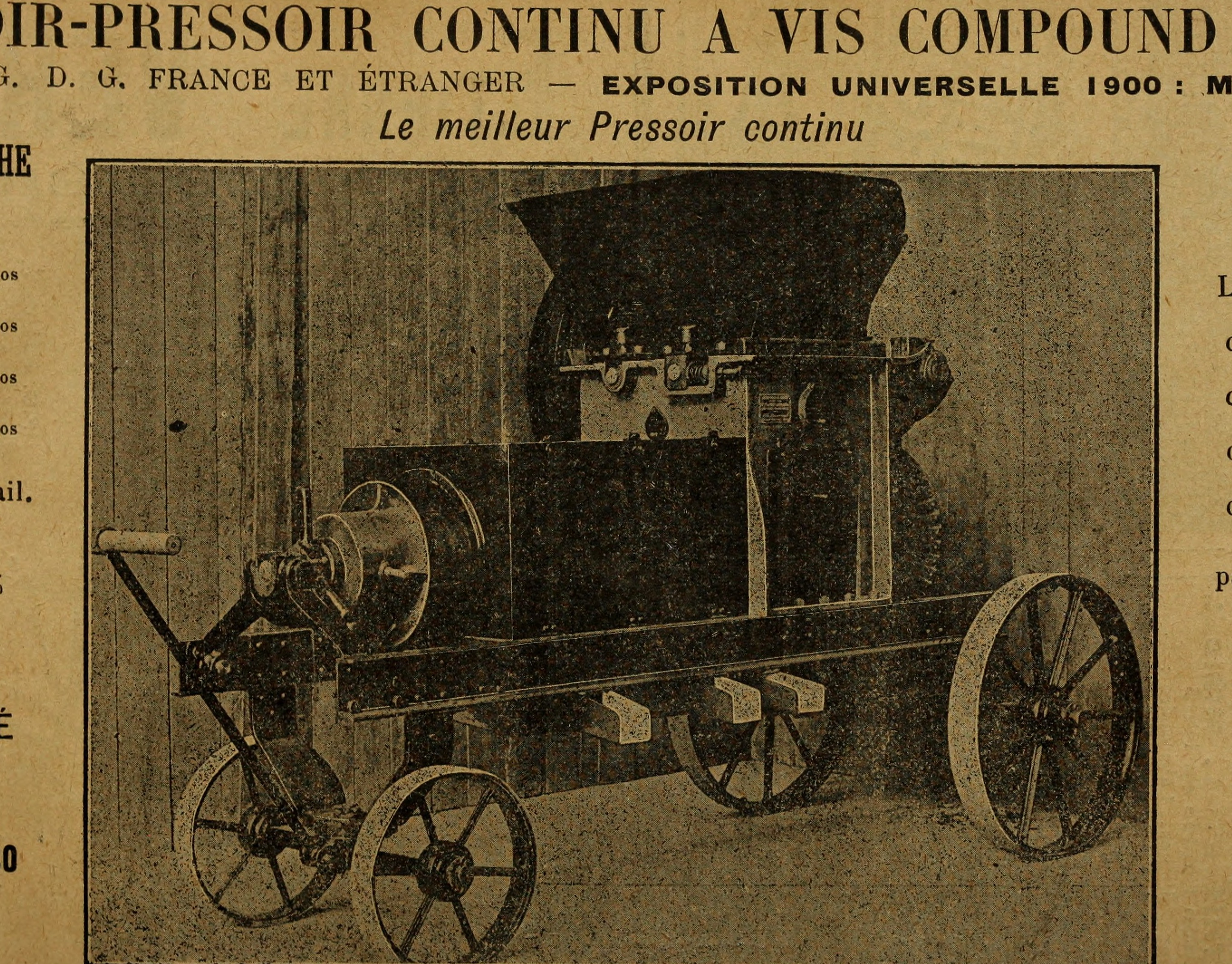
1893
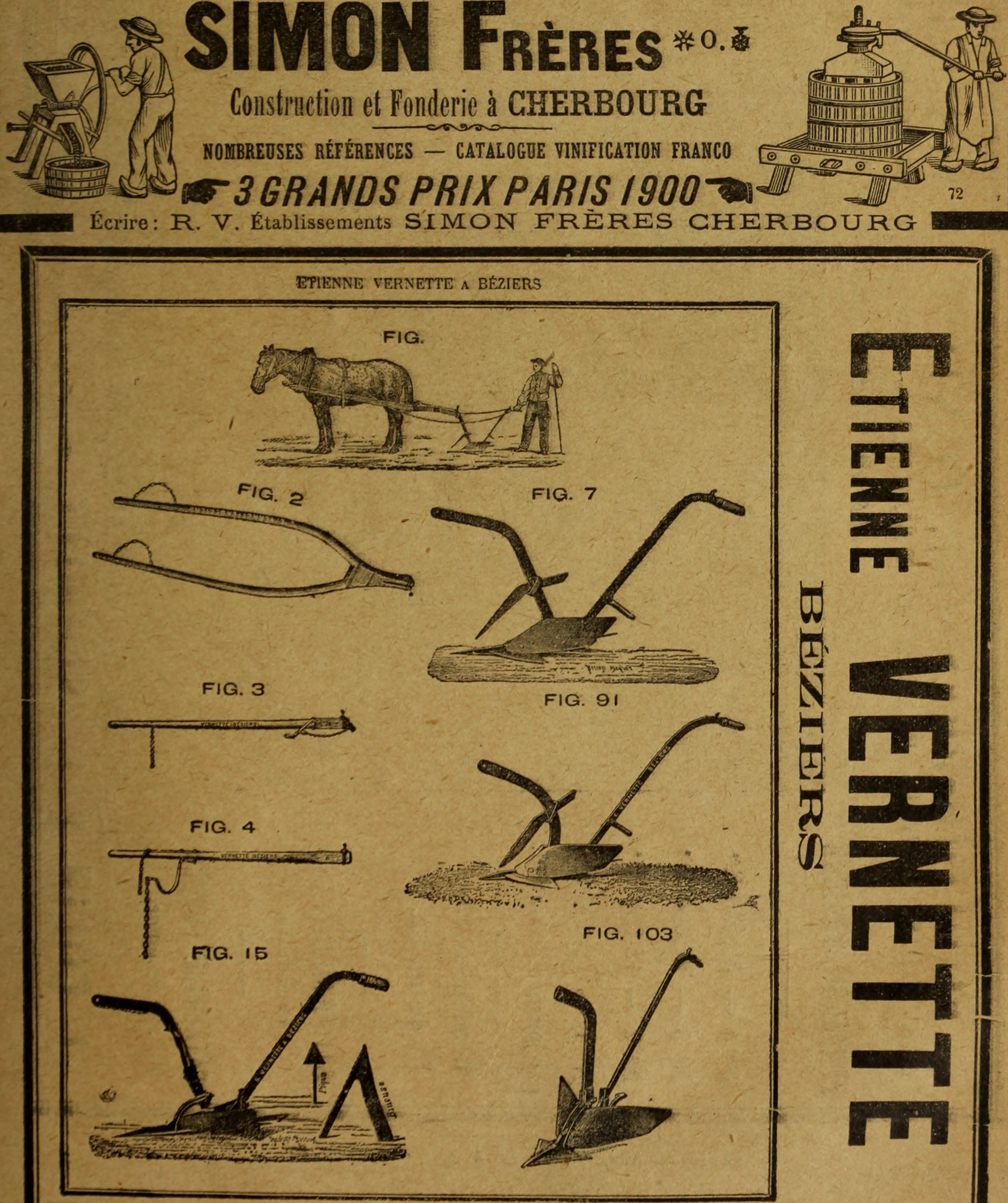
1908
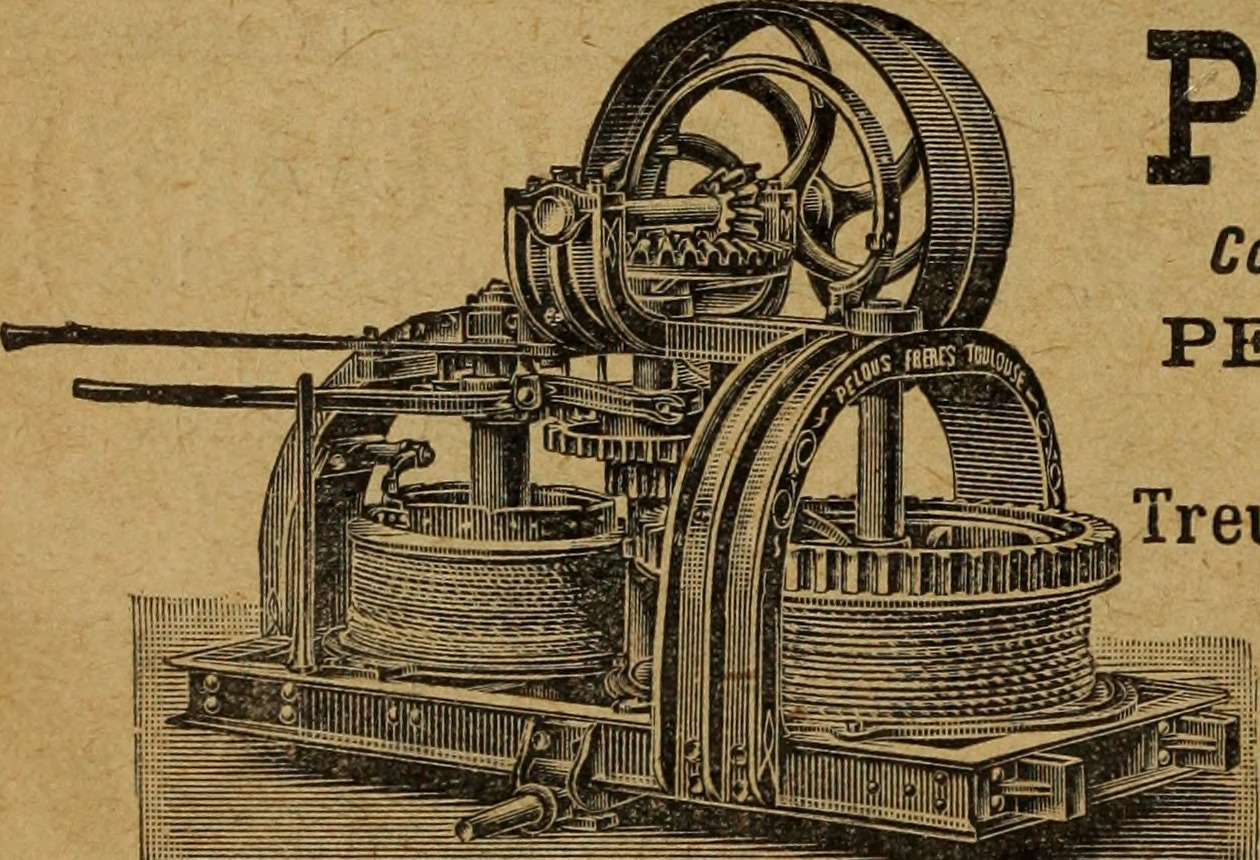
1893
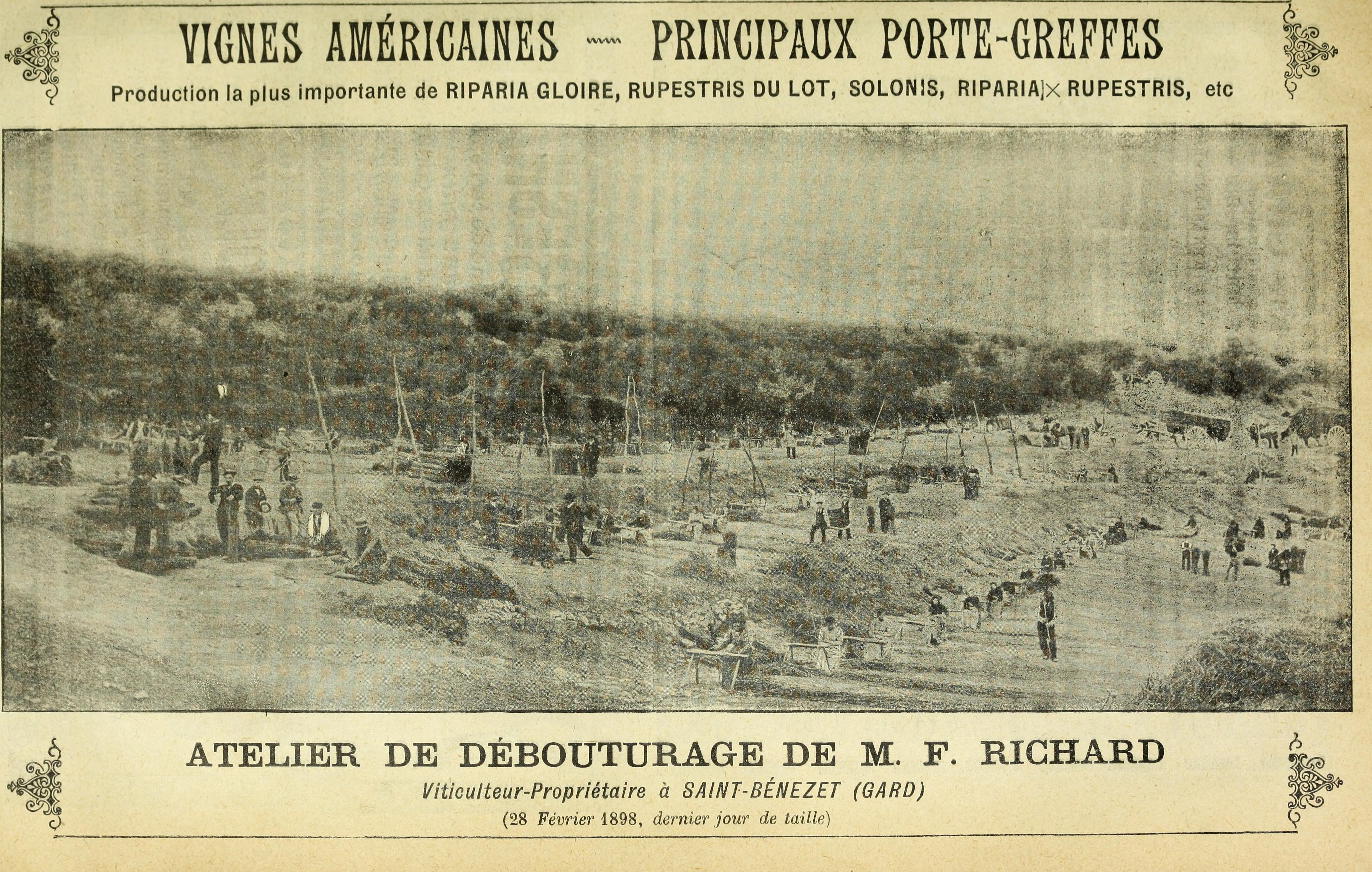
1898